# Carlo Ginzburg
Carlo Ginzburg (Torino, 1939. április 15. –) olasz történész és esszéista, a mikrotörténelem területének képviselője.

## Életrajza
A zsidó származású Leone és Natalia Levi Ginzburg fia (zsidó apától és katolikus anyától), Andrea Ginzburg közgazdász testvére. A Pisai Egyetemen és a Scuola Normale-on, majd a londoni Warburg Intézetben tanult; modern történelmet tanított a Bolognai Egyetemen, majd a Harvardon (Boston), a Yale-en (New Haven), a Princetonon és a Los Angeles-i UCLA-n (ahol az olasz reneszánsz történetének tanszékét is betöltötte). 2006 és 2010 között a pisai Normale egyetemen az európai kultúrák történetét tanította.
Az újkor kezdetén a vallási attitűdök és a népi hiedelmek figyelmes kutatója. 1966-ban jelent meg az I Benandanti című tanulmánya a 16. századi Friuli-i paraszti társadalomról, amely az inkvizítori perekhez kapcsolódó feltűnő dokumentumanyag alapján világít rá, a paraszti világban széles körben elterjedt összetett hiedelemrendszer – amely valószínűleg egy ősi, sámáni vonásokkal rendelkező agrárkultusz fejlődésének eredménye – és az inkvizítorok általi értelmezése közötti dialektikus kapcsolatot, akik hajlamosak voltak a boszorkányság kodifikált formáival való leegyszerűsítő egyenlősítésre. Egyes történészek különböző kritikákat fogalmaztak meg Ginzburg benandanti-értelmezésével kapcsolatban: Cohn azt írta, hogy a forrásokban semmi sem igazolja azt az elképzelést, hogy a benandanti egy régi termékenységi kultusz továbbélése lenne; Hutton azt írta, hogy Ginzburg állítása, miszerint a benandanti hagyományai a kereszténység előtti gyakorlatok továbbélése, tökéletlen fogalmi alapokon nyugszik, és semmilyen okirati bizonyíték nem támasztja alá.
Az Il formaggio e i vermi (1976) című művében azonban egy 16. századi friuli molnár, Menocchio hányattatásait vizsgálja, akit a római inkvizíció kétszer is bíróság elé állított, egyszer életfogytiglani börtönbüntetésre ítélték (később rossz egészségi állapota és családja bizonytalan gazdasági helyzete miatt kegyelmi aktussal szabadult), majd visszaesőként és állhatatlanként máglyán égették el. Ginzburg ebben a könyvében – ismét bírósági iratok elemzése alapján – rávilágít Menocchio kulturális, filozófiai, politikai és vallási orientációinak meglepően változatos, a "magas" kultúra hatásaira csak minimálisan visszavezethető univerzumának különböző aspektusaira.
A mentalitástörténeti kutatások terén szerzett tapasztalatai révén, amelyeket általában jelentéktelennek tűnő, de valójában széles körben elterjedt irányzatok emblematikusnak ítélt alakok elemzése révén végzett, felkérték, hogy írja meg a Folklore, Magia, religione című esszét Einaudi Storia d'Italia (I caratteri originali – Az eredeti szereplők) című művének első kötetébe. Az 1980-as években Giovanni Levivel együtt rendezte a "Microstorie" sorozatot Einaudi számára.
Tagja a Communications című folyóirat tudományos tanácsának.
Anna Rossi-Doriával kötött (később felbontott) házasságából két lánya született: Silvia, művészettörténész, és Lisa, filozófiatörténész és író.

## Elismerései
Az Occhiacci di legno című esszéjével 1998-ban elnyerte a Viareggio-díjat non-fiction kategóriában.
A firenzei Accademia delle arti del disegno levelező akadémikusa és az Amerikai Művészeti és Tudományos Akadémia tiszteletbeli tagja. 1992-ben megkapta az Aby Warburg-díjat, 2005-ben pedig az Accademia dei Lincei történelmi tudományokért járó Feltrinelli-díját.
Negatív és nem ünnepi értelemben 2010-ben megkapta az Accademia dei Lincei Balzan-díját.
1993-ban a jobboldali francia "Club de l'horloge" (ma "Carrefour de l'horloge") agytröszt a díjellenes Prix Lyssenko díjjal tüntette ki.

## Művei
- I benandanti. Ricerche sulla stregoneria e sui culti agrari tra Cinquecento e Seicento, Torino, Einaudi, 1966; új kiadás, Einaudi, 1972, 2002; a szerző új utószava, Collana L'oceano delle storie n.26, Milano, Adelphi, 2020, ISBN 978-88-459-3520-6
- I costituti di don Pietro Manelfi, Firenze, Sansoni, 1970.
- Il nicodemismo. Simulazione e dissimulazione religiosa nell'Europa del Cinquecento, Torino, Einaudi, 1970.
- Folklore, magia, religione, in Storia d'Italia, vol. 1: I caratteri originali, Torino, Einaudi, 1972.
- Giochi di pazienza. Un seminario sul «Beneficio di Cristo», Torino, Einaudi, 1975 (Adriano Prosperi-vel)
- Geografia dell'Italia e dell'Europa, Bologna, Zanichelli, 1977 (Lisa Foával és Silvio Paoluccival)
- Il formaggio e i vermi. Il cosmo di un mugnaio del Cinquecento, Torino, Einaudi, 1976, szerk. 1999, 2009; a szerző új utószava, Collana L'oceano delle storie n.24, Milano, Adelphi, 2019, ISBN 978-88-459-3411-7
- Spie. Radici di un paradigma indiziario, in Crisi della ragione, szerkesztette Aldo Gargani, Torino, Einaudi, 1979, pp. 57–106
- Indagini su Piero. Il «Battesimo», il ciclo di Arezzo, La «Flagellazione» di Urbino, Collana Microstorie n.1, Torino, Einaudi, 1981; négy függelékkel kiegészítve, II. előszó a szerzőtől, Collana Saggi, Einaudi, 1994, ISBN 978-88-061-3324-5; Collana Biblioteca, Einaudi, 2001, ISBN 978-88-061-5982-5; új utószó a szerzőtől, megújult ikonográfia, Collana Imago n.8, Milano, Adelphi, 2022, ISBN 978-88-459-3705-7
- Storia notturna. Una decifrazione del sabba, Torino, Einaudi, 1989, új kiadás, 2008; Collana Il ramo d'oro n.67, Milano, Adelphi, 2017, ISBN 978-88-459-3216-8
- Il giudice e lo storico. Considerazioni in margine al processo Sofri(wd), Torino, Einaudi, 1991; új kiadás, Milano, Feltrinelli, 2006.
- Miti emblemi spie. Morfologia e storia, Torino, Einaudi, 1986; n.ed. 2000. [Esszégyűjtemény: Stregoneria e pietà popolare (1961), Da A. Warburg a E.H. Gombrich (1966), L'alto e il basso (1976 angolul), Tiziano, Ovidio e i codici della figurazione erotica nel Cinquecento (1978), Spie (1979), Mitologia germanica e nazismo (1984) e Freud, l'uomo dei lupi e i lupi mannari (korábban kiadatlan)]
- Jean Fouquet(wd). Ritratto del buffone Gonella, Modena, Franco Cosimo Panini, 1996
- Occhiacci di legno. Nove riflessioni sulla distanza, Milano, Feltrinelli, 1998 Premio Viareggio
- Rapporti di forza. Storia, retorica, prova, Milano, Feltrinelli, 2000; Macerata, Quodlibet, 2022, ISBN 978-88-229-0741-7
- Nessuna isola è un'isola. Quattro sguardi sulla letteratura inglese, Milano, Feltrinelli, 2002
- Un dialogo, con Vittorio Foa, Milano, Feltrinelli, 2003
- Il filo e le tracce. Vero falso finto, Milano, Feltrinelli, 2006 Premio Brancati 2007[20]
- Paura, reverenza, terrore. Rileggere Hobbes oggi, Monte Università Parma, 2008; n. ed., Collana Imago n.1, Milano, Adelphi, 2015, ISBN 978-88-459-3004-1
- Nondimanco. Machiavelli, Pascal, Collana Saggi. Új sorozat No. 81, Milano, Adelphi, 2018, ISBN 978-88-459-3314-1
- szerk.: Collana Il ramo d'oro n.71: La lettera uccide. Adelphi (2021. március 23.). ISBN 978-88-459-3620-3
- C.G. e Bruce Lincoln, Il vecchio Thiess, Un lupo mannaro baltico tra caso e comparazione, Roma, Officina Libraria, 2022 (ed. or. University of Chicago Press, 2020)

### Magyarul megjelent
- A sajt és a kukacok. Egy XVI. századi molnár világképe (Il formaggio e i vermi) – Európa, Budapest, 1991 (Mérleg) · Fordította: Barna Imre, Galamb György János, Gál Judit
- Éjszakai történet. A boszorkányszombat megfejtése (Storia notturna) – Európa, Budapest, 2003 · ISBN 9630772396 · Fordította: Gál Judit
- Nyomok, bizonyítékok, mikrotörténelem – Kijárat, Budapest, 2010 (Spatium) · ISBN 9789639529892 · Fordította: Farkas Krisztina, Scheibner Tamás, Paksy Eszter, Farkas Henrik, Tamás Ábel · Szerk., előszó: K. Horváth Zsolt

## Fordítás
- Ez a szócikk részben vagy egészben  a   Carlo Ginzburg című olasz Wikipédia-szócikk fordításán alapul.  Az eredeti cikk szerkesztőit annak laptörténete sorolja fel. Ez a jelzés csupán a megfogalmazás eredetét és a szerzői jogokat jelzi, nem szolgál a cikkben szereplő információk forrásmegjelöléseként.